# The Artful Escape
The Artful Escape è un videogioco a piattaforme del 2021 sviluppato da Beethoven & Dinosaur e pubblicato da Annapurna Interactive. Inizialmente annunciato come esclusiva per Xbox One, il gioco è stato pubblicato per Xbox Series X e Series S e Microsoft Windows nel settembre 2021 e successivamente distribuito per PlayStation 4, PlayStation 5 e Nintendo Switch nel gennaio 2022.

## Sviluppo
Nel 2015 il gioco, con il titolo provvisorio di The Artful Escape of Francis Vendetti, ha ricevuto un finanziamento di 17000 $ da parte di Epic Games. Nel 2016 è stata lanciata una raccolta fondi su Kickstarter con l'obiettivo di raccogliere 35000 $. Nonostante il fallimento del crowdfunding, il gioco è stato presentato a PAX East 2017, senza una data di uscita ma indicando Annapurna Interactive come produttore.
Originariamente previsto per il 2020, il gioco è stato incluso nell'Xbox Game Pass al lancio.

## Accoglienza
The Artful Escape ha vinto un premio per miglior direzione artistica ai British Academy Video Games Awards nel 2022. Polygon ha inserito il gioco nella sua lista dei migliori giochi del 2021, al 44esimo posto.